# Шайдуллина, Ольга Александровна
Ольга Александровна Шайдуллина (17 июля 1983, Арзамас) — российский композитор, главным образом известна как автор опер и музыки к спектаклям и кино, театральный режиссёр, создатель и руководитель творческого объединения «Таратумб», неоднократный лауреат театральной премии Золотая маска. Аранжировщик, член Союза композиторов России, автор симфонической, камерной и вокальной музыки.

## Биография
В 2006 году окончила Нижегородскую консерваторию по классу композиции у Бориса Семёновича Гецелева.
Старший преподаватель ВГИК имени С. Герасимова, преподает теоретико-музыкальные дисциплины и вокальной мастерство в творческой мастерской С. А. Соловьёва (с 2010 года).
Композитор независимого театрального проекта «Дочери СОСО». В 2010 году свой первый спектакль «Сказки Гофмана, подслушанные котом Муром» поставил частный театр кукол «Таратумб», созданный Ольгой Шайдуллиной и Антоном Калипановым.
С 2024 года куратор детской сцены пермского академического театра «Театра» совместно с Антоном Калипановым.
Как композитор спектакля «Финист ясный сокол» выступала в суде в качестве свидетеля по «театральному делу».

## Музыка театра и кино
- 2025 - «Срочно купим слона» мюзикл Ольги Шайдуллиной на либретто Алины Байбановой; поставлен в Тюменском драматическом театре, режиссер Нина Чусова
- 2023 — «Удачи, Марк!» - мюзикл Ольги Шайдуллиной, Вологодский областной театр кукол «Теремок»[7]; также поставлен в Театр-Театре, на либретто Никиты Рязанского, режиссёр Алексей Крикливый[8].
- 2023 — «Крем» - мюзикл Ольги Шайдуллиной, текст Никиты Рязанского, Театр имени Ермоловой, режиссёр-постановщик Алексей Золотовицкий[9][10]
- 2022 — «Жанна д'Арк» — опера Ольги Шайдуллиной, либретто Михаила Бартенева, Красноярский ТЮЗ, реж. Роман Феодори[11][12]
- 2019 — «Антигона» — опера Ольги Шайдуллиной, либретто Жени Беркович, Театр-Театр, реж. Роман Феодори
- 2019 — «Как найти Вифлеем», музыкальный кукольный спектакль, Творческое объединение «Таратумб» и Московская филармония, реж. Антон Калипанов (режиссёр, композитор)[13][14]
- 2017 — «И дольше века длится день», спектакль театра кукол, Музей истории ГУЛАГа и Творческое объединение «Таратумб», реж. Антон Калипанов (режиссёр, композитор)
- 2016 — «Биндюжник и Король», мюзикл, Красноярский ТЮЗ, реж. Роман Феодори, композитор Александр Журбин (музыкальный руководитель, аранжировщик)[15]. С сохранением мелодического и ритмического рисунка одноимённого мюзикла Александра Журбина, написанного в 80-х годов XX века, в аранжировке Шайдуллиной появились элементы тяжёлого рока и панка. При этом к составу исполняющей музыку рок-группы добавились скрипка и кларнет, – инструменты, характерные для еврейского оркестра[1].
- 2014 — Трамвай «Желание», МХТ им. А. П. Чехова, реж. Роман Феодори (композитор)
- 2013 — Тим Талер, или Проданный смех, Красноярский ТЮЗ, реж. Полина Стружкова (композитор)[1]
- 2011 — «Иконоскоп», документальный фильм, авторы текста Антон Фортунатов и Виталий Манский, режиссёр Виталий Манский (композитор)[16]

## Награды и премии

### Золотая маска
- 2022 — «Антигона», опера Ольги Шайдуллиной, либретто Жени Беркович, Театр-Театр — лучший спектакль в оперетте-мюзикле[17].
- 2022 — Ольга Шайдуллина — лучший композитор[18].
- 2018 — «И дольше века длится день», Музей истории ГУЛАГа и Творческое объединение «Таратумб», реж. Антон Калипанов и Ольга Шайдуллина, композитор Ольга Шайдуллина — лучший спектакль театра кукол[19]
- 2017 — «Биндюжник и Король», (Красноярский ТЮЗ, реж. Роман Феодори, музыкальный руководитель Ольга Шайдуллина — лучший спектакль в оперетте-мюзикле[20].

### Арлекин
Всероссийский фестиваль театрального искусства для детей «Арлекин» (Санкт-Петербург)
- 2013 — Тим Талер, или Проданный смех, Красноярский ТЮЗ, реж. Полина Стружкова («Лучшая работа композитора»)[1]

## Список музыкальных сочинений
Основной источник Список музыкальных сочинений О. А. Шайдуллиной на сайте Союза Композиторов
- 2005 год - симфоническая притча «Поцелуй Иуды»
- 2006 год - пьеса для саксофона и симфонического оркестра «Третий Год над городом идет дождь»
- 2007 год - музыка к спектаклю «Король Лир»
- 2010 год - «Летающий сундук» для флейты, фортепиано и live-electronics
- 2011 год - «Формула синей ржавчины» для камерного оркестра
- 2011 год - «Формула ржавчины» для флейты, скрипки и виолончели
- 2012 год - кантата «Иллюминаторы завтрашних городов» для камерного оркестра, хора мальчиков, ударной установки и диджея
- 2012 год - оркестровая пьеса «Седьмой день луны»
- 2013 год - «Anti-Chikcen Mixer» для оркестра и диджея
- 2014 год - «Seto» для камерного оркестра
- 2017 год - музыка к спектаклю «И дольше века длится день»
- 2018 год - балет «Линии Времени» для виолончели и электроники
- 2018 год - хоровой цикл на стихи репрессированных поэтов
- 2019 год - «Плач биоробота Иннокентия III о презрении к миру» для контр-тенора и камерного ансамбля
- 2020 год - музыка к пластическому спектаклю «Стояние Аввакума»
- 2020 год - опера для драматических актеров «Антигона»

## Отзывы о творчестве
Музыкальный и театральный критик Лариса Барыкина пишет о музыке оперы «Антигона»:

Композитор Ольга Шайдуллина написала талантливую партитуру с суггестивной атмосферой остинатных ритмов и терпких диссонансных созвучий. Она заставила артистов использовать все возможности своего голосового аппарата, от вздохов-шепотов и криков, от декламации (и даже приема шпрехгезанг!) до сложнейшего в тесситурном плане вокала. Но все-таки подчинила свой темперамент логике вербального смысла. И главное в пермской «Антигоне» — это текст Жени Беркович и драматургическая деконструкция мифа— Антигона: новый мир, новый метр
Оперный критик Ая Макарова пишет:

Музыку Ольги Шайдуллиной всегда отличает редкое свойство: о ней возможно и уместно говорить в этических категориях

Музыка Ольги Шайдуллиной — одновременно и музыка для слушания и мощная театральная машина, она звучит современно во всех измерениях — и академическом, и популярном

## Личная жизнь
Mуж — актёр и режиссёр Антон Калипанов (род. 1984), сооснователь творческого объединения «Таратумб».